# Groep van Sovjetstrijdkrachten in Duitsland

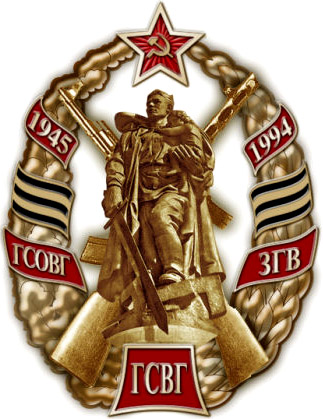
Embleem van de Sovjetstrijdkrachten in Duitsland

De Groep van Sovjetstrijdkrachten in Duitsland (afgekort GSSD, Duits: Gruppe der Sowjetischen Streitkräfte in Deutschland; Russisch: Группа советских войск в Германии, Groeppa sovjetskich vojsk v Germanii) waren eenheden van de Land- en Luchtmacht van het Rode Leger, die van 1945 tot 1994 in de Sovjet-bezettingszone in Duitsland (SBZ), de daarna gevormde Duitse Democratische Republiek (DDR) en in het verenigde Duitsland gestationeerd waren.

## Geschiedenis van de GSSD

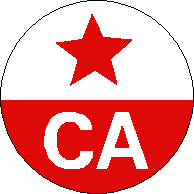
Voertuigembleem van de GSSD
CA was volgens Oost-Duitsers de afkorting voor Camping in Afghanistan

De GSSD werd na het einde van de Tweede Wereldoorlog uit troepen van het 1e en 2e Wit-Russische Front, en het 1e Oekraïense Front geformeerd. De GSSD heeft in het verleden verschillende namen gehad. Van 1945 tot 1954 heet zij „Gruppe der Sowjetischen Besatzungstruppen in Deutschland“ (GSBTD, Russisch: Группа советских оккупационных войск в Германии, Groeppa sovjetskich okkoepatsjionnijch vojsk v Germanii), van 1954 tot 1989 „Gruppe der Sowjetischen Streitkräfte in Deutschland“ (GSSD) en van 1989 tot 1994 „Westgruppe der Truppen“ (WGT, Russisch: Западная группа войск, Zapadnaja groeppa vojsk).
Deze troepen hadden de opdracht de afspraken van het Akkoord van Potsdam te handhaven. Hiernaast waren zij het gezicht van de militair-politieke aanwezigheid van de Sovjet-Unie.
De troepen van de GSSD stonden boven de NVA en andere militaire organisaties in de DDR. De taak van de GSSD was het veiligstellen van de DDR tegen het westen. Met hun offensieve bewapening, waaronder atoomwapens, waren zij in staat een dreiging te vormen voor Bondsrepubliek Duitsland. Met de veranderde politiek onder Gorbatsjov kwam een afkeer van de offensieve instelling van de GSSD.
In 1957 werd tussen de regeringen van de Sovjet-Unie en de DDR in de Overeenkomst over het tijdelijke verblijf van Sovjet militairen op grondgebied van de DDR overeengekomen dat de Sovjet troepen, hun stationeringslocaties en oefenterreinen op de staatsorganen van de DDR afgestemd zouden worden. In dit akkoord werd verder vastgelegd dat de Sovjet strijdkrachten zich niet in binnenlandse aangelegenheden van de DDR zouden mengen. In 1968 hielpen de troepen van de GSSD bij het neerslaan van de Praagse Lente.
Op besluit van de regering van de Sovjet-Unie werden in 1979/80 20.000 militairen, 1.000 pantservoertuigen en talloze Sovjetmaterialen van het territorium van de DDR verwijderd. Tijdens de Perestroika kreeg de GSSD grotere sterkte, betere structuur, en meer materialen, en werd algemeen defensiever opgezet. In 1989 kwam een sterke reductie in pantservoertuigen.
In het teken van het Twee-plus-vier-verdrag, de weg naar de Duitse eenwording, werd de vermindering van Sovjettroepen tot 1994 overeengekomen. Het ging hierbij om een van de grootste troepenverplaatsingen tijdens vredestijd in de geschiedenis. Ondanks de moeilijkheden rond de gelijktijdige terugtrekking van Sovjettroepen werd de taak volgens afspraak in augustus 1994 volbracht. Het transport van manschappen en materialen terug naar Rusland ging per schip via de havens van Rostock en Mukran (Rügen) en per trein via Polen. Het Russische leger nam op 25 juni 1994 afscheid door middel van een militaire parade van het 62 Garde-Schützenbrigade van Berlijn in het Volkspark Wuhlheide. De afscheidsfeesten in Wünsdorf op 11 juni 1994 en in Treptower Park in Berlijn op 31 augustus 1994 markeerden definitief het einde van de aanwezigheid van Sovjetmilitairen op Duits grondgebied.

## Structuur
De Sovjettroepen hadden op het grondgebied van de DDR 777 kazernes in 276 verschillende plaatsen, met daarbij 47 vliegvelden en 116 oefenterreinen. Begin 1991 telde de WGT ongeveer 338.000 soldaten in 24 divisies, verdeeld onder vijf Landmachtonderdelen en één Luchtmachtonderdeel. Daarbij kwamen nog ongeveer 208.000 familieleden van officieren en ander personeel, en ongeveer 90.000 kinderen.
De meeste bases bevonden zich in het gebied van het tegenwoordige Brandenburg.
Het oppercommando van de GSSD/WGT bevond zich in Wünsdorf, gemeente Zossen.

#### Landmacht
De Landmacht was verdeeld in:
- het 1e Gardepantserleger (Dresden)
- het 2e Gardepantserleger (Fürstenberg/Havel)
- het Derde Stoottroepenleger (Maagdenburg)
- het 8e Gardeleger (Nohra)
- het 20e Gardeleger (Eberswalde)
- diverse direct onderverdeelde groepen

Algemene eenheden:
- 11 pantserdivisies
- 8 mobiele infanteriedivisies
- 1 artilleriedivisie

- 1 luchtlandingsbrigade
- 5 artilleriebrigades

- 5 pantserregimenten
- 6 gevechtshelikopter regimenten

#### Luchtmacht
De Luchtmacht bestond uit:
- 16e Luchtmacht (Wünsdorf)
- diverse onderverdeelde groepen

## Uitrusting
Tot de wapenuitrusting en materialen behoorden rond 1991 nog ongeveer:
- 4.200 pantservoertuigen
- 8.200 gepantserde voertuigen
- 3.600 stuks geschut
- ongeveer 106.000 vrachtwagens
- 690 vliegtuigen
- 680 helikopters
- 180 raketsystemen

## Commandanten van de GSSD
De eerste drie commandanten waren leider van de SMAD.

### GSBTD
- Georgi K. Zjoekov - 9 juni 1945 tot 21 maart 1946
- Vasili D. Sokolovski - 22 maart 1946 tot 31 maart 1949
- Vasili Tsjoejkov - 1 april 1949 tot 26 mei 1953
- Andrej Gretsjko - 27 mei 1953 tot 16 november 1957

### GSSD
- Andrej Gretsjko - 27 mei 1953 tot 16 november 1957
- Matvej V. Zacharov - 17 november 1957 tot 14 april 1960
- Ivan I. Jakoebovski - 15 april 1960 tot 9 augustus 1961
- Ivan Konev - 9 augustus 1961 tot 18 april 1962
- Ivan I. Jakoebovski - 19 april 1962 tot 26 januari 1965
- Pjotr K. Kosjevoj - 27 januari 1965 tot 31 oktober 1969
- Viktor G. Koelikov - 1 november 1969 tot 13 september 1972
- Semjon K. Koerkotkin - 14 september 1971 tot 19 juli 1972
- Jevgeni F. Ivanovski - 20 juli 1972 tot 25 november 1980
- Michail M. Zajtsev- 26 november 1980 tot 6 juli 1985
- Pjotr G. Loesjev - 7 juli 1985 tot 11 juli 1986
- Valeri A. Belikov - 12 juli 1986 tot 12 november 1987
- Boris V. Snetkov - 26 november 1987 tot 13 december 1990

### WGT
- Boris V. Snetkov - 26 november 1987 tot 13 december 1990
- Matvej P. Boerlakov - 13 december 1990 tot 31 augustus 1994